# Le Disciple (film)
Pour l’article homonyme, voir Le Disciple pour le roman de Paul Bourget.
Pour plus de détails, voir Fiche technique et Distribution.
Le Disciple (Ученик, Outchenik) est un film dramatique russe écrit et réalisé par Kirill Serebrennikov, sorti en 2016. Il s’agit de l'adaptation de la pièce Martyr du dramaturge allemand Marius von Mayenburg.

## Synopsis
Un jeune étudiant amène sa famille, ses amis, et les enseignants de son école, à se remettre en question en utilisant les enseignements de la Bible.

## Fiche technique
- Titre original : Ученик (Outchenik)
- Titre international : The Student
- Titre français : Le Disciple
- Réalisation : Kirill Serebrennikov
- Scénario : Kirill Serebrennikov, d'après la pièce Martyr de Marius von Mayenburg
- Décors : Ekaterina Shcheglova
- Costumes : Tatyana Dolmatovskaya
- Photographie : Vladislav Opelyants
- Montage : Yuriy Karikh
- Musique : Ilya Demutsky
- Production : Yuriy Kozyrev, Diana Safarova et Ilya Stewart
- Société de production : Hype Film
- Société de distribution : ARP Sélection (France)
- Pays d'origine :  Russie
- Langue originale : russe
- Format : couleur - 35 mm - 2,35:1 - Dolby Digital
- Genre : drame
- Durée : 118 minutes
- Date de sortie :
  - France : 13 mai 2016 (Festival de Cannes) ; 23 novembre 2016 (sortie nationale)
  - Russie : 13 octobre 2016

## Distribution
- Piotr Skvortsov : Veniamin Ioujine
- Victoria Issakova : Elena Krasnova
- Youlia Aoug : Inga Iougina
- Alexandre Gortchiline : Grigoriy Zaïtsev
- Alexandra Revenko : Lidia Tkatcheva
- Irina Roudnitskaïa : Irina Petrovna
- Svetlana Bragarnik : Lioudmila Stoukalina
- Nikolaï Rochtchine : le père Vsevolod

## Accueil

### Festivals et sorties
Ce film est présenté dans la section « Un certain regard » au Festival de Cannes 2016.

### Critique
En France, l'accueil critique est positif : le site Allociné recense une moyenne des critiques presse de 3,6/5, et des critiques spectateurs à 3,6/5. 
Pour Pierre Murat de Télérama, Le Disciple « est le premier choc du Festival. Un film farouche et dérangeant, réalisé par Kirill Serebrennikov, connu jusqu'ici pour ses mises en scène de théâtre [...] Mise en scène splendide, faite de plans séquence et d'audaces visuelles... C'est un film qui terrifie et subjugue... ».
Pour Mathieu Macheret du Monde, « le texte, d'un humour décapant, fait mouche et démontre la vulnérabilité des institutions civiles et de leur relativisme, face à l’expression d'une quelconque forme d’absolu. Serebrennikov cherche à faire oublier l'origine scénique [...] mais ce faisant réduit son approche à une visée essentiellement illustrative. ».

## Distinctions

### Récompenses
- Kinotavr 2016 : Prix de la mise en scène[4].
- 30e cérémonie des Nika : Nika de la meilleure actrice dans un second rôle pour Youlia Aoug.

### Sélection
- Festival de Cannes 2016 : sélection en section Un certain regard.